# Стрибки у воду на Чемпіонаті Європи з водних видів спорту 2018 — вишка, 10 метрів (чоловіки)
Змагання зі стрибків у воду з вишки серед чоловіків на Чемпіонаті Європи з водних видів спорту 2018 відбулись 12 серпня.

## Результат[1]
| Місце | Стрибун          | Країна          | Попередній раунд | Попередній раунд | Фінал  | Фінал |
| Місце | Стрибун          | Країна          | Очки             | Місце            | Очки   | Місце |
| ----- | ---------------- | --------------- | ---------------- | ---------------- | ------ | ----- |
| 1     | Олександр Бондар | Росія           | 459.60           | 1                | 542.05 | 1     |
| 2     | Микита Шлейхер   | Росія           | 431.10           | 5                | 481.15 | 2     |
| 3     | Бенджамін Оффре  | Франція         | 439.05           | 3                | 480.60 | 3     |
| 4     | Максим Долгов    | Україна         | 402.90           | 9                | 464.65 | 4     |
| 5     | Метті Лі         | Велика Британія | 458.55           | 2                | 452.20 | 5     |
| 6     | Меттью Діксон    | Велика Британія | 423.40           | 7                | 448.90 | 6     |
| 7     | Лев Саргісян     | Вірменія        | 429.90           | 6                | 437.30 | 7     |
| 8     | Тімо Бартель     | Німеччина       | 431.95           | 4                | 408.25 | 8     |
| 9     | Владімір Барбу   | Італія          | 377.80           | 10               | 392.50 | 9     |
| 10    | Вадим Каптур     | Білорусь        | 415.60           | 8                | 375.60 | 10    |
| 11    | Флоріан Фандлер  | Німеччина       | 365.15           | 12               | 364.40 | 11    |
| 12    | Вінко Парадзік   | Швеція          | 369.80           | 11               | 359.55 | 12    |
| 13    | Ніколас Молваніс | Греція          | 351.70           | 13               | DNQ    | DNQ   |
| 14    | Артем Баровський | Білорусь        | 336.55           | 14               | DNQ    | DNQ   |
| 15    | Олег Сербін      | Україна         | 331.10           | 15               | DNQ    | DNQ   |
| 16    | Вартан Баяндурян | Вірменія        | 248.25           | 16               | DNQ    | DNQ   |